# Striptease

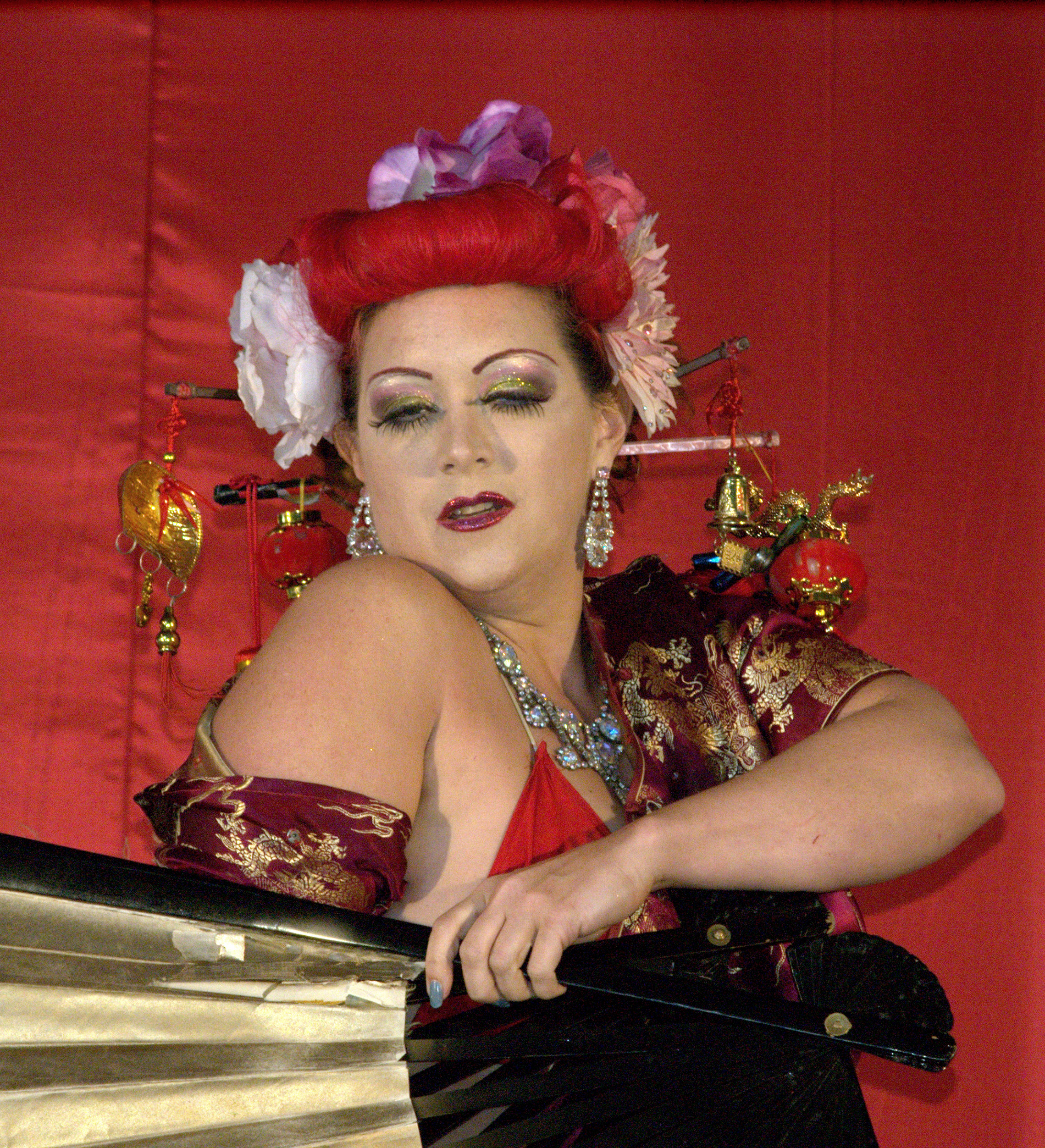
Dirty Martini fa un striptease burlesc a Tournée (2010).

L'striptease - manlleu anglès pronunciat aproximadament "estriptis", provinent de strip, "despullar-se", i tease, "provocar") és un espectacle en el qual l'artista, dit stripper, es despulla, generalment al so d'una música, moltes vegades ballant i eventualment cantant. Pot ser un número de cabaret o de music-hall, per bé que també hi ha strippers que el fan com a animació en algunes discoteques i bars. Recentment és força popular en els comiats de solter.
Un striptease en el qual la persona que el fa queda completament nua és un striptease integral. No tots els striptease són integrals; per exemple, un dels més famosos és el que fa Rita Hayworth a la pel·lícula Gilda, on l'actriu només es treu un guant i es comença a abaixar una cremallera. La dansa dels set vels era una mena de striptease que va crear-se als cabarets d'Occident i que consistia en el fet que una ballarina de dansa oriental s'anava traient els set grans mocadors que la cobrien, fins a deixar veure bona part del seu cos. Al segle xxi ha tornat una modalitat de striptease de cabaret que s'anomena striptease burlesc.
D'altra banda, no és un striptease un espectacle en el qual els artistes ja estan des del començament nus o seminus, com ocorre en molts números musicals de cabaret, per exemple a El Molino, en força coreografies de dansa contemporània i alguns espectacles de circ i teatre contemporani, o en videoclips generalment de música pop, etc. Tampoc no és un striptease el lap-dance o ball sexual amb una barra vertical, llevat que la coreografia consisteixi a anar-se traient peces de roba.

## Espectacles de striptease

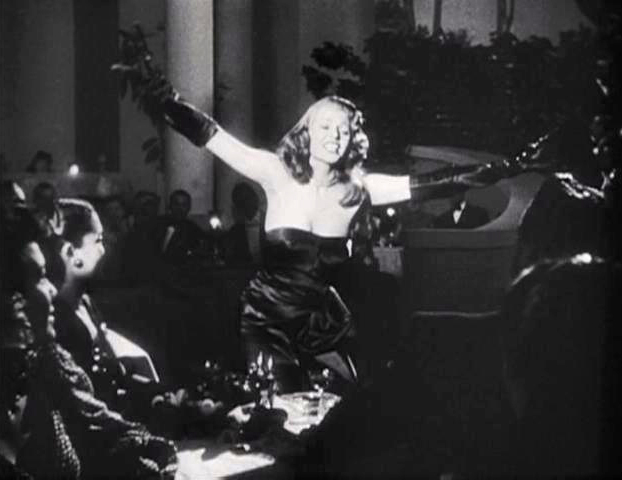
Rita Hayworth a Gilda (1946)

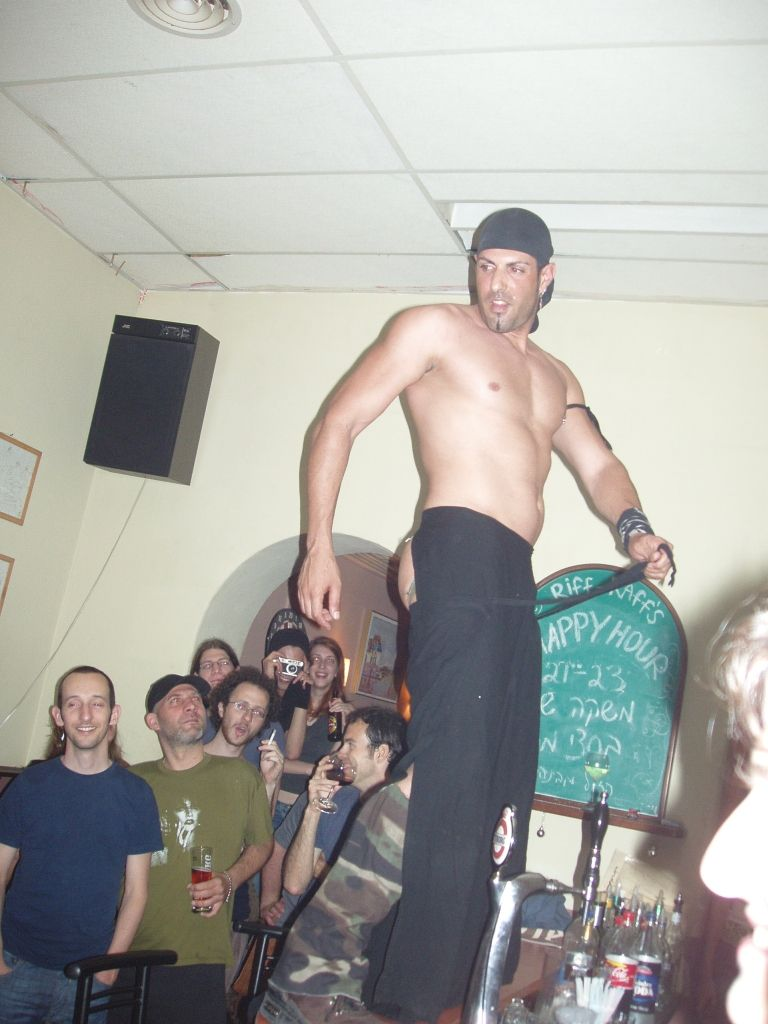
Striptease en un bar

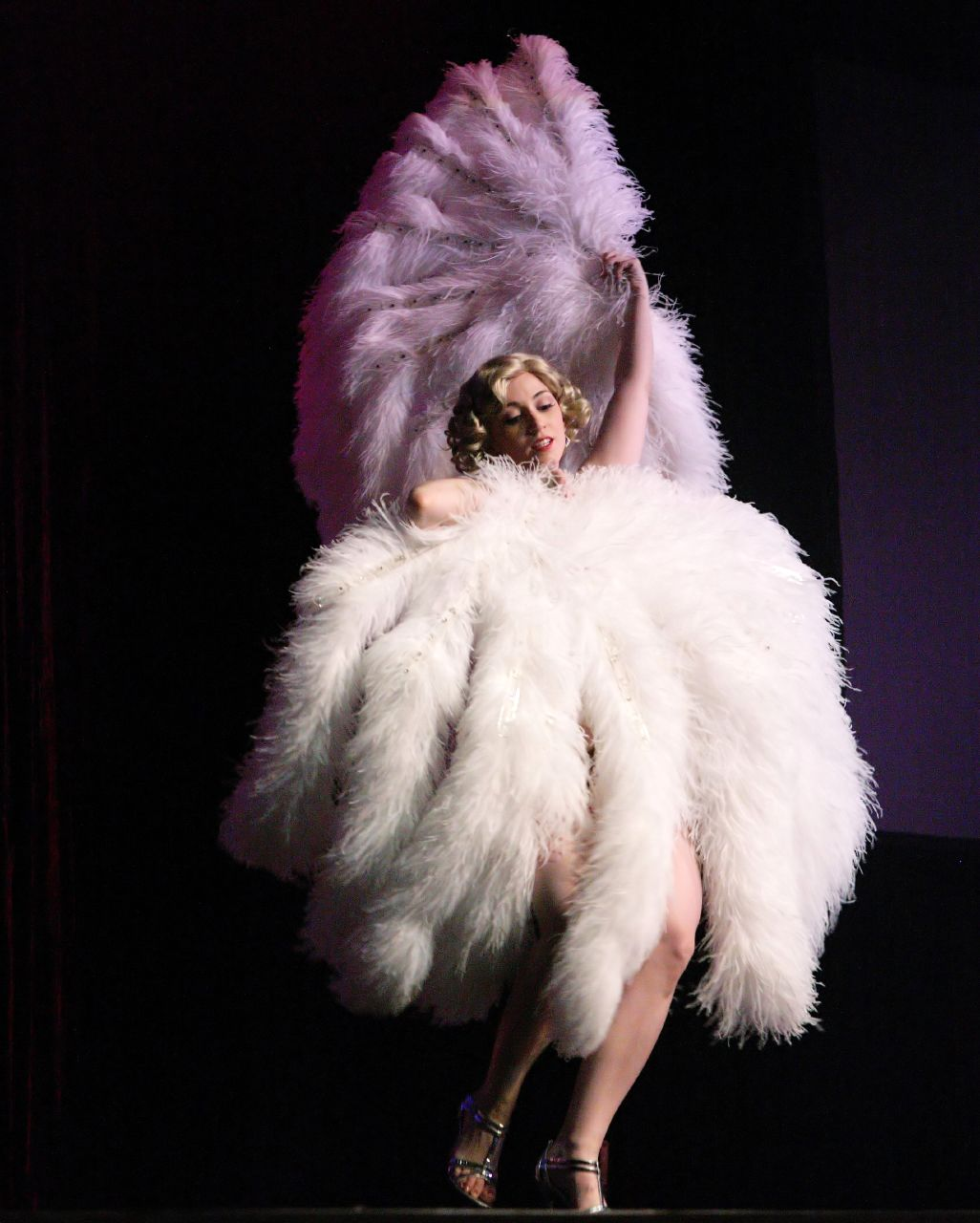
Michelle L'Amour amb dos ventalls de plomes

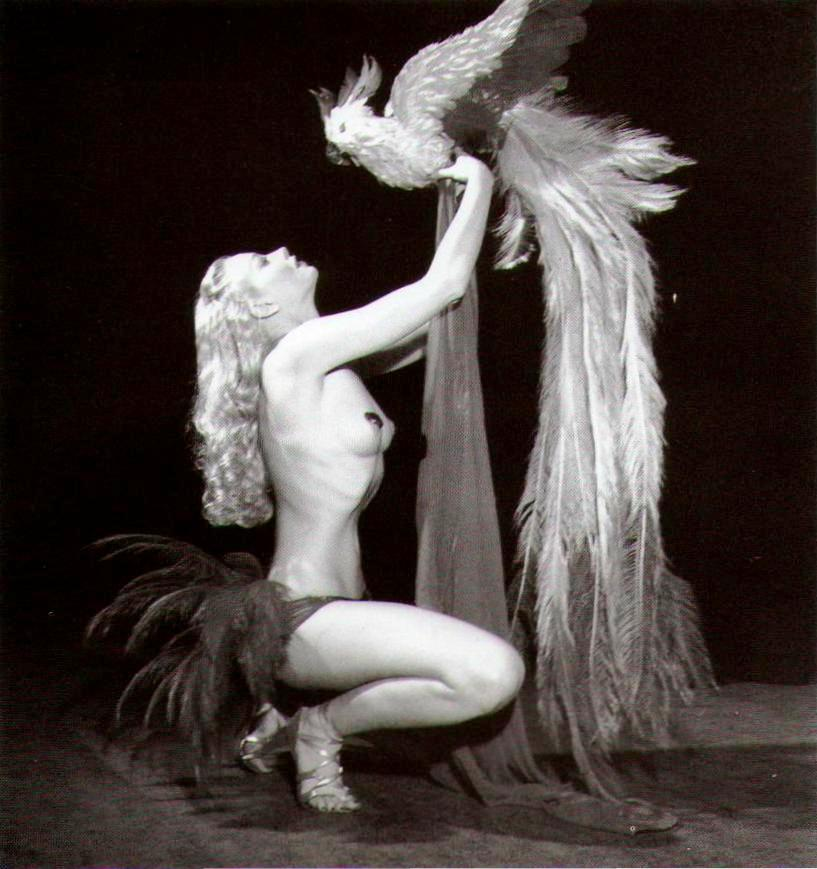
Lili St. Cyr als anys quaranta

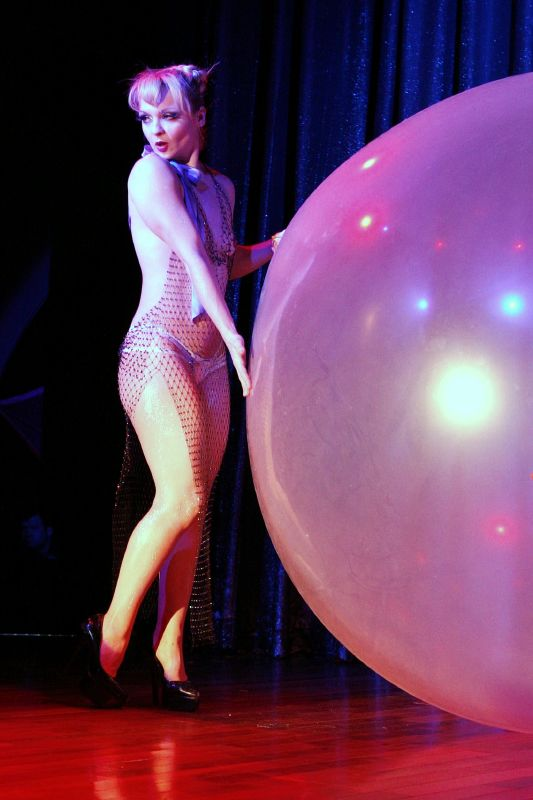
Julie Atlas Muz fa servir el mim, el clown i la dansa contemporània per a crear histories gairebé sempre humorístiques i de gran bellesa visual

Alguns espectacles de striptease han esdevingut clàssics. Per exemple, es consideren clàssics els basats en dos grans ventalls de plomes que serveixen per anar ensenyant i amagant diverses parts del cos, o també el que fa servir una gran boa de plomes o de pèl, la dansa dels vels i, més recentment, l'striptease amb una gran bombolla o globus. També els que inclouen tapamugrons amb pompons, que l'artista fa girar movent els pits amunt i avall.
Altres de molt coneguts són per exemple, el d'en una banyera plena d'escuma que va fer Lili Saint Cyr o el de Dita von Teese a una enorme copa triangular com les de vermut.
A Catalunya destaquen els espectacles creats pel poeta Joan Brossa, molts d'ells executats per Christa Leem. El 1983 es va publicar Strip-tease i teatre irregular, amb 56 accions teatrals que inclouen els striptease creats per ell, però sempre executats per altres artistes. La Companyia Teatre de Nit, dirigida per Jep Quintas, va inspirar-se en ell pel seu muntatge Strip-teases de butxaca, que incloïa striptease de Brossa, originals i modificats, i també d'altres, i que es va representar la Sala Beckett de Barcelona el 1992. Alguns dels striptease de Brossa van formar part de l'espectacle Quiriquibú (1976). Més tard va conèixer Christa Leem i això va transformar la seva manera de veure l'striptease i el seu estil, va crear per a ella Estriptis Català (1977); mític, entre altres coses, per què va ser el primer que es va emetre a la televisió, a Catalunya, i per què va ser interromput per la censura; i d'altres menys cèlebres, com La naixença de Venus, El darrer triangle, Concili o Homenatge al Vietcong.

## Estrelles de l'striptease
Algunes artistes cèlebres en aquest camp van ser, per exemple, les estatunidenques Rose Louise Hovick (Gypsy Rose Lee) i Marie Van Schaak (Lili Saint Cyr) als anys trenta, quaranta i cinquanta. Bettie Page destaca als anys seixanta, com també la pèl-roja Tempest Storm, que l'any 2010, amb 72 anys, encara actuava. Al canvi de segle Dita von Teese ha estat molt mediatitzada, entre altres coses per haver estat parella del cantant Marilyn Manson i per prestar-se a campanyes de publicitat i imatge d'algunes marques.
A la segona desena del segle XXI arriben a Europa artistes estatunidenques que van hi començar als anys noranta, amb un estil que trenca les normes anteriors i que anomenen nou burlesc, estil al qual pertanyen estrelles de la talla de Linda Maracini (Dirty Martini), Miranda Colclasure (Mimi Le Meaux) i Julie Atlas Muz. Altres estrelles estatunidenques d'aquest nou estil, que en realitat inclou molts estils personals diferents, són, per exemple, Kitten on the Keys i Evie Lovelle.
A França, el 2008 la cantant Arielle Dombasle, aleshores amb 54 anys, va fer un espectacle de striptease al Cracy Horse de París. A Catalunya han destacat com a professionals de striptease artistes com Christa Leem a la dècada de 1970 i Chiqui Martí en l'actualitat.

## Influències d'altres arts
La dansa, en especial la contemporània, és una de les arts escèniques que més fortament ha influït al striptease, i més encara a l'actual. Per exemple, la Dirty Martini, que té formació en dansa clàssica, explica que va començar a interessar-se per aquest món mirant fotografies i vídeos antics que trobava en les seves investigacions per a la dansa. La novaiorquesa Julie Atlas Muz és coneguda per apropar i de vegades fusionar la dansa contemporània amb l'striptease. Alguns reconeguts coreògrafs actuals de dansa contemporània han participat en les coreografies de números i d'espectacles sencers de striptease, com per exemple és el cas de Philippe Découflé, a l'espectacle al Cracy Horse de 2009, i de Sol Picó a l'espectacle Estriptis, estrenat al teatre Borràs de Barcelona. En aquest mateix espectacle també va participar el ballarí i coreògraf de flamenc Rafael Amargo.
També influeix la fotografia, l'estil de les pin-ups dels anys cinquanta i de les actrius del star system de Hollywood, per exemple. El cinema mateix, el teatre, etc. l'striptease actual sol incloure números de màgia, cançons (en directe i molt de play-back), acrobàcia i, tant en l'estètica com en la música i el ball, moviments com el punk o el rocabili. Pot donar molta importància a l'alta costura i la moda, com ho fa per exemple Evie Lovelle. En el seu vessant burlesc, pot incloure una forta influència del clown i del teatre humorístic per mitjà del gest. No tots els artistes de striptease són "muts", algunes, com Kitten on the Keys, toquen el piano, canten, fan monòlegs i parlen amb el públic. Alguns striptease, especialment en moments històrics de puritanisme i repressió, inclouen crítica social i política, com als números clàssics de revista i music-hall que es feien especialment a alguns cabarets i sales, com per exemple El Molino.

## Cultura popular
Algunes escenes de striptease al cinema són molt conegudes, per exemple el començat per Rita Hayworth i interromput per una cèlebre bufetada a Gilda; el de Kim Basinger a Nou setmanes i mitja; o el de The Full Monty. La pel·lícula Tournée de Mathieu Amalric narra la vida quotidiana d'algunes estrelles del burlesc, hi apareixen striptease tal com es veuen a l'espectacle (Mimi Le Meaux, Kitten On The Keys, Dirty Martini, etc., són vedets en la vida real) i també durant el procés de creació i als assajos; en particular una de les històries que narra és la d'una artista que, malgrat dedicar-se a fer striptease, no és capaç de mostrar-se nua en el seu número.
A la catalanofonia, Estriptis va ser un espectacle en català que consistia en sis striptease diferents, cada un amb un director diferent del món de la dansa o del teatre: Rafael Amargo, Sol Picó, Carlus Padrissa (director de La Fura dels Baus), Mario Gas, Jaime Chávarri i Andrés Lima (director de la companyia de teatre Animalario). Va estrenar-se al Teatre Borràs de Barcelona i va fer una gira per diferents municipis.
A la televisió ha estat comentat l'striptease integral que va fer l'actriu catalana Montse Guallar, doblada per Vanesa Canete, el 2011 a la sèrie Infidels de tv3. Dura 48 segons. Ella interpreta el personatge de Lídia, una dona que sedueix l'adolescent Òscar, que està rentant els vidres de casa seva per fora.